# SpaceX utvecklingsprogram för återanvändbart uppskjutningssystem

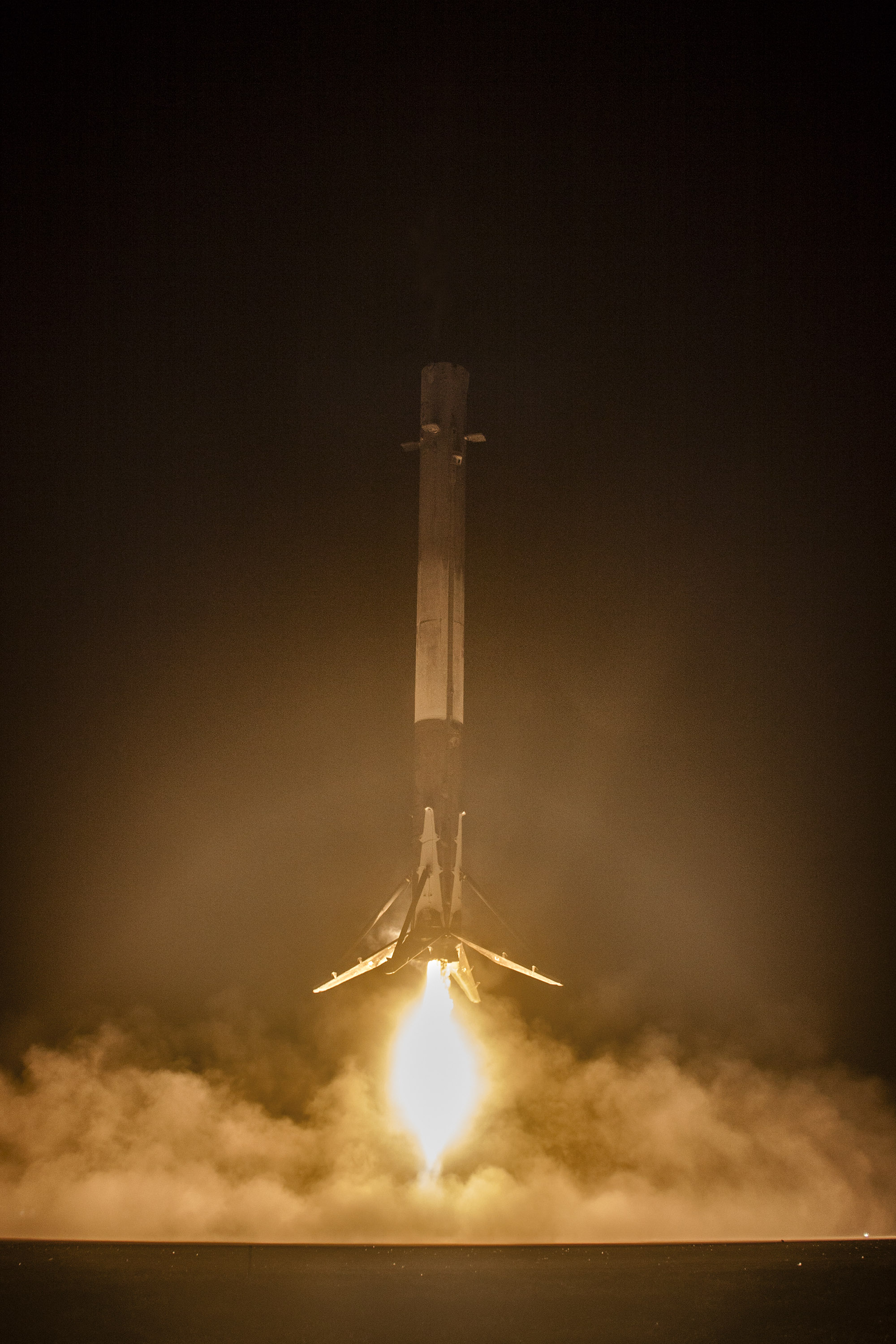
Första förstasteget av en Falcon 9 Full Thrust-raket landar på landningszonen 1 efter att ha skickat upp 11 Orbcomm OG-2 telekommunikationssatelliter till låg omloppsbana

SpaceX utvecklingsprogram för återanvändbart uppskjutningssystem är ett privatfinansierat program för att utveckla en uppsättning av ny teknik, för att kunna återanvända rymdskepp som satts i omloppsbana många gånger på ett sätt som liknar flygplans återanvändbarhet.
Programmet offentliggjordes år 2011. Första framgångsrika landning och återhämtning av en startraket gjordes i december 2015. Första återanvändning av en startraket gjordes mars 2017.